# Lange Linschoten (water)
De Lange Linschoten is een water in de provincie Utrecht dat van Linschoten naar Oudewater loopt. Het begint in Linschoten vlak bij de A12 vanuit de Korte Linschoten, en komt in Oudewater uit in de Hollandse IJssel middels een sluis. Bij Linschoten loopt de Lange Linschoten door het Linschoterbos, en wordt daar gebruikt door toeristen om langs te fietsen en te wandelen.

## Waterschap
De Lange Linschoten valt onder het waterschap Stichtse Rijnlanden, en is een boezem om het water uit de omliggende polders af te voeren.